# Szammaj
Szammaj, zwany Starszym (hebr. שמאי) (ur. około 50 p.n.e., zm. około 30) – żydowski uczony, autorytet prawno-religijny, przewodniczący bejt dinu. Wraz ze swoim adwersarzem, Hillelem Starszym, tworzył ostatnią zugot.

## Życiorys
Pochodził z Judei. Był członkiem stronnictwa faryzeuszy. Zastąpił Menachema Esseńczyka na stanowisku przewodniczącego bejt dinu, tym samym wchodząc w skład ostatniej zugot.
Był twórcą szkoły prawnej konkurencyjnej wobec tej prowadzonej przez Hillela. Obydwie są obszernie cytowane w Misznie, ich opinie są zazwyczaj przeciwstawne, np. co do nieczystości kobiet menstruujących. Szammaj uważał, że są nieczyste tylko od momentu upływu krwi, Hillel, zaś mówił, że są nieczyste od poprzedniego badania do następnego. Interpretacja Tory Szammaja była bardziej surowa i konserwatywna niż interpretacje Hillela.
Słynął z porywczego charakteru. Prezentował rygoryzm prawny. Prezentował pogląd o dopuszczalności rozwodu tylko w wypadku nierządu, zaprezentowany w Ewangelii Mateusza. Według przekazów, gdy jego synowa urodziła syna w dniu święta Sukkot, Szammaj przekuł dach pomieszczenia w którym znajdowała się matka z synem, by pomieszczenie to stało się sukką, a jego wnuk mógł spełnić świąteczne nakazy religijne.